# Lista de regiões portuguesas ordenadas por densidade populacional
A seguinte lista demostra todas as sete regiões portuguesas ordenadas pela densidade populacional de acordo com a sua evolução populacional desde 1981. Todos os dados se baseiam nos censos oficiais da população do Instituto Nacional de Estatística.
| Região / Ano                 | Densidade populacional por região | Densidade populacional por região | Densidade populacional por região | Densidade populacional por região | Densidade populacional por região |
| Região / Ano                 | 2021                              | 2011                              | 2001                              | 1991                              | 1981                              |
| ---------------------------- | --------------------------------- | --------------------------------- | --------------------------------- | --------------------------------- | --------------------------------- |
| Norte                        | 167                               | 172                               | 171                               | 160                               | 159                               |
| Área Metropolitana de Lisboa | 957                               | 941                               | 888                               | 829                               | 834                               |
| Centro                       | 79                                | 82                                | 83                                | 81                                | 81                                |
| Alentejo                     | 22                                | 24                                | 24                                | 24                                | 25                                |
| Algarve                      | 93                                | 90                                | 79                                | 67                                | 65                                |
| Madeira                      | 313                               | 308                               | 302                               | 329                               | 278                               |
| Açores                       | 101                               | 114                               | 105                               | 103                               | 104                               |
| TOTAL                        | 112                               | 114                               | 112                               | 107                               | 106                               |